# Communauté de communes de la région de Brumath
La Communauté de communes de la Région de Brumath est une des intercommunalités qui compose le Pays de l'Alsace du Nord située dans le département du Bas-Rhin et la région Grand Est. Active de 1996 jusqu'au 31 décembre 2016, elle compte 10 communes membres.

## Historique
La communauté de communes de la Région de Brumath a été créée 27 décembre 1996.
Le 31 décembre 2016, la communauté de communes disparaît pour laisser place, au 1er janvier 2017, à la communauté d'agglomération de Haguenau. Celle-ci est le fruit de la fusion de quatre intercommunalités : les communautés de communes de la région de Haguenau, de Bischwiller et environs, de la région de Brumath et du Val de Moder.

## Composition
- Bernolsheim
- Bilwisheim
- Brumath
- Donnenheim
- Krautwiller
- Kriegsheim
- Mittelschaeffolsheim
- Mommenheim
- Olwisheim
- Rottelsheim

## Administration
La communauté de communes de la Région de Brumath a son siège à Brumath. Jusqu'à sa disparition le 31 décembre 2016, son président est Étienne Wolf, maire de Brumath.